# Italiens Grand Prix 2024
Italiens Grand Prix 2024, officiellt Formula 1 Pirelli Gran Premio d'Italia 2024, var ett Formel 1-lopp som kördes den 1 september 2024 på Autodromo Nazionale Monza i Italien. Loppet var det sextonde loppet ingående i Formel 1-säsongen 2024 och kördes över 53 varv.

## Ställning i mästerskapet före loppet
| Pos. | Förare            | Poäng |
| ---- | ----------------- | ----- |
| 1 ▬  | Max Verstappen    | 295   |
| 2 ▬  | Lando Norris      | 225   |
| 3 ▬  | Charles Leclerc   | 192   |
| 4 ▬  | Oscar Piastri     | 179   |
| 5 ▬  | Carlos Sainz, Jr. | 172   |

| Pos. | Konstruktör           | Poäng |
| ---- | --------------------- | ----- |
| 1 ▬  | Red Bull              | 434   |
| 2 ▬  | McLaren-Mercedes      | 404   |
| 3 ▬  | Ferrari               | 370   |
| 4 ▬  | Mercedes              | 276   |
| 5 ▬  | Aston Martin-Mercedes | 74    |

- Notering: Endast de fem bästa placeringarna i vardera mästerskap finns med på listorna.

## Träningspassen
Tre träningspass hölls under racehelgen. Det första träningspasset hölls på fredagen den 30 augusti 2024, klockan 13:30 lokal tid (UTC+2), och leddes av Max Verstappen i Red Bull Racing före Charles Leclerc i Ferrari och Lando Norris i McLaren. Andrea Kimi Antonelli körde för Mercedes istället för George Russell, men kraschade i ingången till Parabolicakurvan, och orsakade en kortare rödflagg.
Det andra träningspasset hölls samma dag klockan 17:00 lokal tid, och leddes av Lewis Hamilton i Mercedes före Norris och Carlos Sainz Jr. i Ferrari. Det tredje träningspasset kördes på lördagen den 31 augusti 2024, klockan 12:30 lokal tid, och leddes av Hamilton före teamkamraten George Russell och Leclerc.

## Kvalet
Kvalet kördes den 31 augusti 2024, klockan 16:00 lokal tid (UTC+2).
| Pos.                    | Nr. | Förare           | Konstruktör                  | Kvaltider | Kvaltider | Kvaltider | Start- grid |
| Pos.                    | Nr. | Förare           | Konstruktör                  | Q1        | Q2        | Q3        | Start- grid |
| ----------------------- | --- | ---------------- | ---------------------------- | --------- | --------- | --------- | ----------- |
| 1                       | 4   | Lando Norris     | McLaren-Mercedes             | 1:19.911  | 1:19.727  | 1:19.327  | 1           |
| 2                       | 81  | Oscar Piastri    | McLaren-Mercedes             | 1:20.076  | 1:19.808  | 1:19.436  | 2           |
| 3                       | 63  | George Russell   | Mercedes                     | 1:20.169  | 1:19.877  | 1:19.440  | 3           |
| 4                       | 16  | Charles Leclerc  | Ferrari                      | 1:20.074  | 1:20.007  | 1:19.461  | 4           |
| 5                       | 55  | Carlos Sainz Jr. | Ferrari                      | 1:20.149  | 1:19.799  | 1:19.467  | 5           |
| 6                       | 44  | Lewis Hamilton   | Mercedes                     | 1:20.477  | 1:19.641  | 1:19.513  | 6           |
| 7                       | 1   | Max Verstappen   | Red Bull Racing-Honda RBPT   | 1:20.226  | 1:19.662  | 1:20.022  | 7           |
| 8                       | 11  | Sergio Pérez     | Red Bull Racing-Honda RBPT   | 1:20.598  | 1:20.216  | 1:20.062  | 8           |
| 9                       | 23  | Alexander Albon  | Williams-Mercedes            | 1:20.542  | 1:20.314  | 1:20.299  | 9           |
| 10                      | 27  | Nico Hülkenberg  | Haas-Ferrari                 | 1:20.781  | 1:20.411  | 1:20.339  | 10          |
| 11                      | 14  | Fernando Alonso  | Aston Martin Aramco-Mercedes | 1:20.617  | 1:20.421  | N/A       | 11          |
| 12                      | 3   | Daniel Ricciardo | RB-Honda RBPT                | 1:20.901  | 1:20.479  | N/A       | 12          |
| 13                      | 20  | Kevin Magnussen  | Haas-Ferrari                 | 1:20.856  | 1:20.698  | N/A       | 13          |
| 14                      | 10  | Pierre Gasly     | Alpine-Renault               | 1:20.748  | 1:20.738  | N/A       | 14          |
| 15                      | 31  | Esteban Ocon     | Alpine-Renault               | 1:20.764  | 1:20.766  | N/A       | 15          |
| 16                      | 22  | Yuki Tsunoda     | RB-Honda RBPT                | 1:20.945  | N/A       | N/A       | 16          |
| 17                      | 18  | Lance Stroll     | Aston Martin Aramco-Mercedes | 1:21.013  | N/A       | N/A       | 17          |
| 18                      | 43  | Franco Colapinto | Williams-Mercedes            | 1:21.061  | N/A       | N/A       | 18          |
| 19                      | 77  | Valtteri Bottas  | Kick Sauber-Ferrari          | 1:21.101  | N/A       | N/A       | 19          |
| 20                      | 24  | Zhou Guanyu      | Kick Sauber-Ferrari          | 1:21.445  | N/A       | N/A       | 20          |
| 107 %-gränsen: 1:25.504 |     |                  |                              |           |           |           |             |
| Källor:                 |     |                  |                              |           |           |           |             |

## Loppet
Loppet kördes den 1 september 2024, klockan 15:00 lokal tid (UTC+2), och kördes över 53 varv.
| Pos.                                                              | Nr. | Förare           | Konstruktör                  | Varv | Tid/Bröt     | Placering | Poäng |
| ----------------------------------------------------------------- | --- | ---------------- | ---------------------------- | ---- | ------------ | --------- | ----- |
| 1                                                                 | 16  | Charles Leclerc  | Ferrari                      | 53   | 1:14:40.727  | 4         | 25    |
| 2                                                                 | 81  | Oscar Piastri    | McLaren-Mercedes             | 53   | +2.664       | 2         | 18    |
| 3                                                                 | 4   | Lando Norris     | McLaren-Mercedes             | 53   | +6.153       | 1         | 161   |
| 4                                                                 | 55  | Carlos Sainz Jr. | Ferrari                      | 53   | +15.621      | 5         | 12    |
| 5                                                                 | 44  | Lewis Hamilton   | Mercedes                     | 53   | +22.820      | 6         | 10    |
| 6                                                                 | 1   | Max Verstappen   | Red Bull Racing-Honda RBPT   | 53   | +37.932      | 7         | 8     |
| 7                                                                 | 63  | George Russell   | Mercedes                     | 53   | +39.715      | 3         | 6     |
| 8                                                                 | 11  | Sergio Pérez     | Red Bull Racing-Honda RBPT   | 53   | +54.148      | 8         | 4     |
| 9                                                                 | 23  | Alexander Albon  | Williams-Mercedes            | 53   | +1:07.456    | 9         | 2     |
| 10                                                                | 20  | Kevin Magnussen  | Haas-Ferrari                 | 53   | +1:08.3022   | 13        | 1     |
| 11                                                                | 14  | Fernando Alonso  | Aston Martin Aramco-Mercedes | 53   | +1:08.495    | 11        |       |
| 12                                                                | 43  | Franco Colapinto | Williams-Mercedes            | 53   | +1:21.308    | 18        |       |
| 13                                                                | 3   | Daniel Ricciardo | RB-Honda RBPT                | 53   | +1:33.4523   | 12        |       |
| 14                                                                | 31  | Esteban Ocon     | Alpine-Renault               | 52   | +1 varv      | 15        |       |
| 15                                                                | 10  | Pierre Gasly     | Alpine-Renault               | 52   | +1 varv      | 14        |       |
| 16                                                                | 77  | Valtteri Bottas  | Kick Sauber-Ferrari          | 52   | +1 varv      | 19        |       |
| 17                                                                | 27  | Nico Hülkenberg  | Haas-Ferrari                 | 52   | +1 varv      | 10        |       |
| 18                                                                | 24  | Zhou Guanyu      | Kick Sauber-Ferrari          | 52   | +1 varv      | 20        |       |
| 19                                                                | 18  | Lance Stroll     | Aston Martin Aramco-Mercedes | 52   | +1 varv      | 17        |       |
| Ret                                                               | 22  | Yuki Tsunoda     | RB-Honda RBPT                | 7    | Överhettning | 16        |       |
| Fastest lap: Lando Norris (McLaren-Mercedes) – 1:21.432 (varv 53) |     |                  |                              |      |              |           |       |
| Källor:                                                           |     |                  |                              |      |              |           |       |

Noter
- ^1  – Inkluderar en extra poäng för snabbaste varv.[6]
- ^2  – Kevin Magnussen kom i mål på nionde plats, men fick tio sekunders bestraffning för att ha orsakat en kollision med Pierre Gasly.[5]
- ^3  – Daniel Ricciardo kom i mål på tolfte plats, men fick totalt 15 sekunders bestraffning, fem sekunder för att ha tvingat Nico Hülkenberg av banan, och tio sekunder för att inte tagit det tidigare straffet på korrekt sätt.[5]

## Ställning i mästerskapet efter loppet
| Pos. | Förare            | Poäng |
| ---- | ----------------- | ----- |
| 1 ▬  | Max Verstappen    | 303   |
| 2 ▬  | Lando Norris      | 241   |
| 3 ▬  | Charles Leclerc   | 217   |
| 4 ▬  | Oscar Piastri     | 197   |
| 5 ▬  | Carlos Sainz, Jr. | 184   |

| Pos. | Konstruktör           | Poäng |
| ---- | --------------------- | ----- |
| 1 ▬  | Red Bull              | 446   |
| 2 ▬  | McLaren-Mercedes      | 438   |
| 3 ▬  | Ferrari               | 407   |
| 4 ▬  | Mercedes              | 292   |
| 5 ▬  | Aston Martin-Mercedes | 74    |

- Notering: Endast de fem bästa placeringarna i vardera mästerskap finns med på listorna.